# Rhizophora apiculata
A Rhizophora apiculata a Malpighiales rendjébe, ezen belül a Rhizophoraceae családjába tartozó faj.

## Előfordulása
A Rhizophora apiculata a következő országokban és szigeteken található meg: Ausztrália (Queensland és Északi terület), Fülöp-szigetek, Guam, India, Indonézia, Malajzia, Maldív-szigetek, Mikronézia, Pápua Új-Guinea, Salamon-szigetek, Srí Lanka, Szingapúr, Tajvan, Thaiföld, Új-Kaledónia, Vanuatu, Vietnám.

## Hibridjei
A Rhizophora apiculata és a Rhizophora stylosa hibridje, a Rhizophora × lamarckii. Ezt a ritka hibridet 2008 áprilisában fedezték fel a Fülöp-szigeteki kutatók. A Zambales tartományhoz tartozó Masinloc város környékén 12 darab ilyen fát találtak; a Nyugat-Visayas régióhoz tartozó Panay-szigeten pedig, csak egy példányt találtak. Ennek a hibridnek az átlagos átmérője 5,5 centiméter, míg magassága 6 méter.
Egy másik hibrid, a Rhizophora × annamalayana, amely a Rhizophora mucronata faj segítségével jön létre.

### Fordítás
- Ez a szócikk részben vagy egészben  a   Rhizophora apiculata című angol Wikipédia-szócikk ezen változatának fordításán alapul.  Az eredeti cikk szerkesztőit annak laptörténete sorolja fel. Ez a jelzés csupán a megfogalmazás eredetét és a szerzői jogokat jelzi, nem szolgál a cikkben szereplő információk forrásmegjelöléseként.